# Brigantes

Territoire des Brigantes

 Les Brigantes étaient un puissant peuple celte de l’île de Bretagne (actuelle Grande-Bretagne). Il est possible qu'une relation entre les Brigantii de Bregenz dans les Alpes et les Brigantes de la Grande-Bretagne ait existé.
Cette hypothèse se trouve renforcée par la répétition de cette situation pour de nombreux peuples brittoniques (les Parisii et les Belges par exemple). En effet, l'île de Bretagne a été envahie par les Celtes venus du continent. Ceux-ci ont gardé leur nom de peuple d'origine. Ainsi certaines nations se sont séparées en gardant le même nom. Le phénomène se constate également avec les peuples Gaulois du nord de l'Italie.
Brigantes est également le nom d'une nation celte du sud de l'Irlande.

## Protohistoire
Le territoire des Brigantes, lors de la conquête romaine, se situait approximativement dans les actuels comtés du Northumberland et du Yorkshire au nord-est de l’Angleterre, entre les fleuves Humber et Tyne. Leur capitale semble avoir été Eboracon (latinisé en Eburacum, du celtique eburos « if » - aujourd’hui la ville d’York), leurs autres résidences étant Catterick, Aldborough et Ilkley. Les Carvetii et les Parisii du Yorkshire comptaient parmi leurs clients. Lors de l’invasion et l’occupation de l’île par les Romains, les Brigantes ont bénéficié d’une relative autonomie, due au parti pris de la reine Cartimandua, qui régna de 50 à 70. Quand Caratacos, à la tête des nations galloises de Silures et des Ordovices, est défait par le propréteur romain Publius Ostorius Scapula, il trouve refuge auprès de la reine Cartimandua, qui le livre à ses ennemis.
Quand la reine se sépare de son époux Venutios (au profit de Vellocatos), celui-ci prend la tête d’un important parti de Brigantes anti-romains qui s’attaque aux troupes d’occupation et leurs alliés. Il est battu par les armées de Aulus Didius Gallus. Cartimandua a épousé son écuyer Vellocatos en secondes noces et lui a conféré la souveraineté. La progression des Romains est freinée par la révolte de la reine des Icènes, Boadicée, en 61. En 69, Venutios engage une nouvelle offensive et parvient à s’emparer de la partie ouest du royaume. Il faut attendre la nomination de Quintus Petillius Cerialis pour que les Romains soumettent définitivement les Brigantes entre 71 et 74.
La conquête de la Grande-Bretagne (hors Écosse) est achevée par Agricola, en 83.
Quand la frontière est reculée au sud du mur d'Hadrien en 122, une partie des Brigantes se trouve hors de la domination romaine. Ils ouvrent une brèche dans le mur en 138 mais sont battus par le légat propréteur Quintus Lollius Urbicus, qui repousse la frontière au mur d'Antonin vers 140-141. Ils se révoltent de nouveau en 154-155 ; des légions venues de Germanie restaurent l'ordre et la puissance des Brigantes est brisée. L’occupation dure jusqu’en 410.

## Étymologie
Le radical de l’ethnonyme Brigant- signifie « éminence, élévation » en celtique.
Utilisé comme premier élément d'un composé, il est à l'origine de nombreux toponymes tant dans l’espace insulaire, qu’en Gaule et dans la péninsule Ibérique. Il est également présent dans la composition du nom de certains peuples. Les théonymes Brigit et Brigantia dérivent de ce même mot.

## Anthroponymie
Outre sa redondante toponymie dérivée (l'ancien port de Brigantium, aujourd'hui La Coruña, le château de Bragance, Bregenz, etc), le nom des peuples Brigantes dont déclinaisons Brigantii et autres, est à l'origine de nombreux patronymes et autres noms.  
C'est ainsi qu'il se retrouve dans la famille impériale portugaise, de la Maison d'Orléans-Bragance, chez les nombreux Brigante ou Briganti et même un fromage Brigante chez les Fratelli Pinna de Sardaigne, grands producteurs.  
En outre la mère de l'actrice Monica Belucci porte encore ce nom prestigieux, Brunella Briganti.

## Sources
- John Haywood, Atlas historique des Celtes, trad. Colette Stévanovitch, éditions Autrement, coll. Atlas/Mémoires, Paris, 2002  (ISBN 2-7467-0187-1).
- Venceslas Kruta, Les Celtes, Histoire et dictionnaire, Éditions Robert Laffont, coll. « Bouquins », Paris, 2000  (ISBN 2-7028-6261-6).
- Maurice Meuleau, Les Celtes en Europe, GML (Éditions Ouest-France), Paris, 2004  (ISBN 2-7028-9095-4).
- Consulter aussi la bibliographie sur les Celtes et la bibliographie de la mythologie celtique.